# 프랭크 램파드
프랭크 제임스 램파드(영어: Frank James Lampard 프랭크 램퍼드[*], OBE, 1978년 6월 20일~)는 잉글랜드의 축구 선수 출신 축구 감독이다.
2001년 웨스트햄 유나이티드에서 첼시로 이적한 후 2014년 첼시를 떠날 때까지 첼시에서 648경기를 소화해 첼시에서 가장 많이 출전한 4번째 선수가 되었고 첼시에서 211골을 넣으며 첼시에서 가장 많은 골을 넣은 선수 기록 또한 가지고 있다. 그리고 페널티 에이리어 바깥에서 41골을 넣어 페널티 에이리어 바깥에서 가장 많은 골을 넣은 프리미어리그 선수 기록을 가지고 있다.

## 클럽 경력
램파드는 웨스트햄 유나이티드 유스팀 출신으로 2001년 첼시 FC에 입단하였고, 팀 내 현역 선수 중 가장 많은 경기 출장 기록과 최다 득점 기록을 보유하는 등 주축 선수 중 하나로 자리 잡았다. 잉글랜드 축구 국가대표팀에서 중앙 미드필더로 활동했으며, 유로 2004, 2006년 FIFA 월드컵, 2010년 FIFA 월드컵, 2014년 FIFA 월드컵에서 활약하였다.
램파드는 2005-06 시즌에 16골을 기록하여 득점 순위 공동 4위에 오르기도 했다. 2009-10 시즌에는 리그에서만 22골 17도움 기록하며 팀의 프리미어리그와 FA컵 더블에 공헌하였다.
2012-2013 시즌 뉴캐슬 유나이티드와의 25R 경기에서 중거리 슛을 성공시키면서 프리미어리그 최초로 10시즌 연속 두자릿수 득점을 달성하였다.
바이에른 뮌헨과의 2012 UEFA 챔피언스리그 결승전에서는 주장 완장을 차고 경기에 임하였다. (원래 주장인 존 테리는 FC 바르셀로나와의 준결승 2차전에서 퇴장을 당하며 결승전에서 뛸 수 없게 되었다.) 한편, 경기는 1-1로 마무리 되었고, 양팀은 승부차기에 돌입하였다. 3번째 키커로 나온 램파드는 승부차기를 성공시켰다. 결국 승부차기 스코어 4-3으로 승리한 첼시는 창단 후 첫 챔피언스리그 우승을 차지했고 램파드는 주장 자격으로 빅 이어를 들어올렸다.
2012-13 시즌에는 바비 탬블링의 팀 최다 골 기록(370경기 202골)을 갱신하면서 새로운 전기를 마련하였다. 2013-14 시즌을 끝으로 첼시와 램파드는 계약이 종료되었다. 2014-2015 시즌을 앞두고 신생팀 뉴욕 시티와 계약했지만, 팀은 2015시즌부터 MLS 리그에 참가할 예정이었으며 6개월간 임대를 통해 맨체스터 시티에 합류하였다. 그 후, 2014년 9월 21일 이티하드 스타디움에서 열린 첼시와 맨시티의 경기에서 골을 기록하며 프리미어리그 선수로는 최초로 39팀을 상대로 골을 넣은 선수가 되었다.
2014-15 시즌, 레스터 시티와의 16R 경기에서 램파드는 사미르 나스리의 패스를 받아 득점해 총 175골을 성공시켜 티에리 앙리와 EPL 최다골 부문 공동 4위에 오르게 되었다. 그 후, 램파드는 5월 24일 열린 38라운드 사우스햄턴전에서 0-0으로 맞선 전반 31분 선제골을 기록했다. 맨시티는 아게로의 추가골을 더해 2대0으로 승리를 따냈고 2위로 시즌을 마쳤으며, EPL에서 통산 609경기에 출전한 램파드는 177번째 리그골로 EPL 생활을 마무리했다.
맨시티와 계약기간이 끝난 램파드는 뉴욕 시티로 이적하여 2017년 선수 커리어를 마무리 지었고, 2018/2019 시즌부터 더비 카운티 감독을 맡아 생애 첫 지도자 길로 들어섰다. 그 과정에서 2018년 9월 25일에 있었던 카라바오 컵 3라운드 경기에서 첼시 시절 스승이었던 주제 무리뉴가 이끄는 맨유를 승부차기로 꺾어 화제가 되었다.

## 국가대표팀 경력
2006년 FIFA 월드컵에서 잉글랜드의 조별리그 첫 상대는 파라과이였는데, 그는 이 경기의 맨 오브 더 매치 (Man of the match)에 선정되었다. 그리고 포르투갈과의 8강전 승부차기에서 잉글랜드의 첫 번째 키커로 나섰지만 상대 골키퍼 히카르두에 막혔다. 다음 키커인 오언 하그리브스가 성공했지만, 이후 스티븐 제라드, 제이미 캐러거가 연속으로 실축했고 포르투갈의 마지막 키커로 나선 크리스티아누 호날두가 성공하면서 스코어 3-1로 패했다. 이로써 잉글랜드는 4강 진출에 실패한 것과 동시에 또 다시 승부차기 징크스를 이어가게 됐다.
2010년 FIFA 월드컵에서 잉글랜드의 16강전 상대는 독일이었다. 잉글랜드는 독일에 1-2로 뒤지던 전반 38분 그가 찬 공이 크로스바를 맞고 골라인을 통과했지만 주심은 득점으로 인정하지 않았다. 이 때문에, 오심 논란이 일기도 했다. 잉글랜드는 결국 독일에 1-4로 패했다.

## 지도자 경력
2018/2019 시즌 종료 후 유벤투스 FC로 떠난 마우리치오 사리 후임으로 첼시 FC의 감독으로 임명됐다. 시즌 초반에는 주축 선수였던 다비드 루이스와 에덴 아자르가 팀을 떠나고, 선수 영입 금지 징계를 받은데다가, 2019년 8월 12일(한국시간)에 있었던 맨유 원정에서 0-4 대패를 당하여 혹독한 신고식을 치뤘던 램파드는 메이슨 마운트, 태미 에이브러햄 등 유망주 선수들과 임대 복귀한 선수들을 대거 기용하여 리그에서 7연승을 거두는 등 쾌조의 스타트를 알렸다. 그 후, FA컵에서 준우승을 차지했지만, 첼시를 리그 4위로 끌어올려 챔피언스리그 진출권을 따냈다.
하지만, 2020-21 시즌 중 리그 9위에 머물렀고, 2021년 1월 25일 성적 부진으로 경질됐다.
2022년 1월 31일 라파엘 베니테스 후임으로 에버턴 FC 감독에 선임됐다. 2023년 1월 23일 성적 부진으로 경질됐다.

#### 첼시 2기 (감독대행)
2023년 4월 6일, 램파드는 그레이엄 포터의 경질 이후 프리미어리그 2022-23 잔여 시즌까지 첼시의 감독대행으로 임명됐다.
2023년 5월 28일, 첼시가 스탬퍼드 브리지에서 뉴캐슬 유나이티드와 1대 1로 비긴 후 램파드는 팀을 떠나기 전 어려운 시기에 자신을 지지해준 서포터들에게 감사를 표했다.

## 가계
램파드는 존 테리와 함께 최근 10년 내에 잉글랜드 대표팀에 선발된 선수 중 유일하게 위로 5대(代)까지 가계도를 살펴보아도 모두 잉글랜드 순혈 조상을 둔 선수다.
램파드의 부친인 프랭크 램파드 시니어는 전 축구선수로 과거 웨스트 햄 유나이티드의 수비수였다. 웨스트 햄 유소년팀에서 수석 코치로 일했던 부친의 지도를 받으며 축구선수로 성장하였다. 그의 모친은 폐렴으로 만 58세의 나이로 사망했다. 토트넘 핫스퍼의 전 감독인 해리 레드냅이 램파드의 삼촌으로, 그의 아들 제이미 레드냅도 축구선수로 활동하였다.
램파드는 전 약혼녀인 스페인의 모델 엘렌 리바스(Elen Rivas)와의 사이에 두 딸 루나 램파드(2005년 8월 22일 출생)와 이슬라 램파드(2007년 5월 20일 출생)을 두었으며, 결별 후 현재는 부모 공동으로 키우고 있다. 2009년 10월에 크리스틴 블리클리(Christine Bleakley)와 열애가 공개되었고, 램파드는 2011년 6월 15일 약혼을 발표하였다.

## 기록

### 클럽 기록
| 클럽                 | 시즌      | 리그 | 리그 | 리그 | FA컵 | FA컵 | 리그컵 | 리그컵 | 대륙간 대회 | 대륙간 대회 | 기타 | 기타 | 합계 | 합계 |
| 클럽                 | 시즌      | 출장 | 득점 | 도움 | 출장 | 득점 | 출장   | 득점   | 출장        | 득점        | 출장 | 득점 | 출장 | 득점 |
| -------------------- | --------- | ---- | ---- | ---- | ---- | ---- | ------ | ------ | ----------- | ----------- | ---- | ---- | ---- | ---- |
| 웨스트 햄 유나이티드 | 1995–96   | 2    | 0    | 0    |      |      |        |        |             |             | —    | —    | 2    | 0    |
| 웨스트 햄 유나이티드 | 1996–97   | 13   | 0    | 0    | 1    | 0    | 2      | 0      |             |             | —    | —    | 16   | 0    |
| 웨스트 햄 유나이티드 | 1997–98   | 31   | 5    | 2    | 6    | 1    | 5      | 4      |             |             | —    | —    | 42   | 10   |
| 웨스트 햄 유나이티드 | 1998–99   | 38   | 5    | 3    | 1    | 0    | 2      | 1      |             |             | —    | —    | 41   | 6    |
| 웨스트 햄 유나이티드 | 1999–2000 | 34   | 7    | 3    | 1    | 0    | 4      | 3      | 10          | 4           | —    | —    | 49   | 14   |
| 웨스트 햄 유나이티드 | 2000–01   | 30   | 7    | 3    | 4    | 1    | 3      | 1      |             |             | —    | —    | 37   | 9    |
| 웨스트 햄 유나이티드 | 합계      | 148  | 24   | 11   | 13   | 2    | 16     | 9      | 10          | 4           | —    | —    | 187  | 39   |
| 스완지 시티 (임대)   | 1995–96   | 9    | 1    | 0    | 0    | 0    | 0      | 0      | —           | —           | 0    | 0    | 9    | 1    |
| 스완지 시티 (임대)   | 합계      | 9    | 1    | 0    | 0    | 0    | 0      | 0      | —           | —           | 0    | 0    | 9    | 1    |
| 첼시                 | 2001–02   | 37   | 5    | 3    | 8    | 1    | 4      | 0      | 4           | 1           | —    | —    | 53   | 7    |
| 첼시                 | 2002–03   | 38   | 6    | 3    | 5    | 1    | 3      | 0      | 2           | 1           | —    | —    | 48   | 8    |
| 첼시                 | 2003–04   | 38   | 10   | 5    | 4    | 1    | 2      | 0      | 14          | 4           | —    | —    | 58   | 15   |
| 첼시                 | 2004–05   | 38   | 13   | 18   | 2    | 0    | 6      | 2      | 12          | 4           | —    | —    | 58   | 19   |
| 첼시                 | 2005–06   | 35   | 16   | 8    | 5    | 2    | 1      | 0      | 8           | 2           | 1    | 0    | 50   | 20   |
| 첼시                 | 2006–07   | 37   | 11   | 10   | 7    | 6    | 6      | 3      | 11          | 1           | 1    | 0    | 62   | 21   |
| 첼시                 | 2007–08   | 24   | 10   | 8    | 1    | 2    | 3      | 4      | 11          | 4           | 1    | 0    | 40   | 20   |
| 첼시                 | 2008–09   | 37   | 12   | 10   | 7    | 3    | 2      | 2      | 11          | 3           | —    | —    | 57   | 20   |
| 첼시                 | 2009–10   | 36   | 22   | 14   | 6    | 3    | 1      | 0      | 7           | 1           | 1    | 1    | 51   | 27   |
| 첼시                 | 2010–11   | 24   | 10   | 2    | 3    | 3    | 0      | 0      | 4           | 0           | 1    | 0    | 32   | 13   |
| 첼시                 | 2011–12   | 30   | 11   | 5    | 5    | 2    | 2      | 0      | 12          | 3           | —    | —    | 49   | 16   |
| 첼시                 | 2012–13   | 29   | 15   | 1    | 4    | 2    | 3      | 0      | 10          | 0           | 4    | 0    | 50   | 17   |
| 첼시                 | 2013–14   | 26   | 6    | 3    | 1    | 0    | 1      | 1      | 11          | 1           | 1    | 0    | 40   | 8    |
| 첼시                 | 합계      | 429  | 147  | 90   | 58   | 26   | 34     | 12     | 117         | 25          | 10   | 1    | 648  | 211  |
| 맨체스터 시티        | 2014–15   | 32   | 6    | 1    | 2    | 0    | 1      | 2      | 3           | 0           | 0    | 0    | 38   | 8    |
| 뉴욕 시티            | 2015      | 10   | 3    | 1    | 0    | 0    | 0      | 0      | 0           | 0           | 0    | 0    | 10   | 3    |
| 뉴욕 시티            | 2016      | 19   | 12   | 3    | 0    | 0    | 2      | 0      | 0           | 0           | 0    | 0    | 21   | 12   |
| 뉴욕 시티            | 합계      | 29   | 15   | 4    | 0    | 0    | 2      | 0      | 0           | 0           | 0    | 0    | 31   | 15   |
| 총합                 | 총합      | 647  | 193  | 106  | 73   | 28   | 53     | 23     | 130         | 29          | 10   | 1    | 913  | 274  |

*총합에는 커뮤니티 실드에서의 득점까지 포함하였다.

*도움 기록은 ESP에 기재된 프로필을 참조한 것이다.

### 국가대표팀 기록
| 년도 | 출전 | 득점 | 도움 |
| ---- | ---- | ---- | ---- |
| 1999 | 1    | 0    | 1    |
| 2000 | 0    | 0    | 0    |
| 2001 | 3    | 0    | 1    |
| 2002 | 3    | 0    | 0    |
| 2003 | 9    | 1    | 1    |
| 2004 | 13   | 6    | 0    |
| 2005 | 9    | 3    | 2    |
| 2006 | 13   | 2    | 2    |
| 2007 | 9    | 2    | 0    |
| 2008 | 6    | 0    | 2    |
| 2009 | 10   | 6    | 1    |
| 2010 | 7    | 0    | 0    |
| 2011 | 7    | 3    | 0    |
| 2012 | 3    | 3    | 1    |
| 2013 | 10   | 3    | 1    |
| 2014 | 3    | 0    | 0    |
| 합계 | 106  | 29   | 12   |

### 대회 기록

#### 웨스트햄 유나이티드 FC(1995~2001)
- UEFA 인터토토컵 우승 : 1999

#### 첼시 FC(2001~2014)
- 프리미어리그 우승 : 2004-05, 2005-06, 2009-10
- FA컵 우승 : 2006-07, 2008-09, 2009-10, 2011-12
- EFL컵 우승 : 2004-05, 2006-07
- FA 커뮤니티 실드 우승 : 2005, 2009
- UEFA 챔피언스리그 우승 : 2011-12, 준우승 : 2007-08
- UEFA 유로파리그 우승 : 2012-13

### 개인 수상
- 발롱도르 : 2위 (2005)
- FIFA 올해의 선수 : 2위 (2005)
- 프리미어리그 이달의 선수상 - 2003년 9월, 2005년 4월, 2005년 10월, 2008년 10월
- 프리미어리그: 이달의 골 - 2010년 4월
- 첼시 올해의 선수상 - 2004, 2005, 2009
- 프리미어리그 시즌 선수상 - 2004-05
- 프리미어리그 도움왕 - 2004-05, 2008-09, 2009-10
- PFA 올해의 팀 - 2004, 2005, 2006
- 잉글랜드 올해의 선수상 - 2004, 2005
- ESM 올해의 팀 - 2004-05, 2005-06, 2009-10
- FWA 올해의 최우수 선수상 - 2005
- PFA 팬 선정 올해의 선수상 - 2005
- FA컵 최우수 선수상 - 2006–07, 2008–09, 2009–10
- 리그컵 최우수 선수 - 2004-05, 2006-07
- FA Cup Final Man of the Match: 2007
- PFA 공로상 : 2015
- FWA 공로상 : 2010
- MLS 올스타 : 2015
- UEFA 클럽 풋볼 어워드 : 최우수 미드필더상 (2007-08)
- FIFPro 월드 베스트 XI : 2005
- 글로브사커 어워드 공로상 : 2015
- 프리미어리그 20주년 어워드 - 500클럽
- 프리미어리그 이달의 감독: 2019년 10월
- 프리미어리그 명예의 전당 : 2021
- 대영 제국 훈장 4등급(OBE) 수훈[1] : 2015

#### 국가대표
- UEFA 유럽 축구 선수권 대회 올스타 팀 : 2004
- 2006년 FIFA 월드컵 맨 오브 더 매치 : vs. 파라과이 (조별리그)

### 감독 기록
| 팀          | 부임            | 사임 및 경질    | 기록 | 기록 | 기록 | 기록 | 기록  |
| ----------- | --------------- | --------------- | ---- | ---- | ---- | ---- | ----- |
| 팀          | 부임            | 사임 및 경질    | 전   | 승   | 무   | 패   | 승률  |
| 더비 카운티 | 2018년 5월 31일 | 2019년 7월 4일  | 57   | 24   | 17   | 16   | 42.1% |
| 첼시        | 2019년 7월 4일  | 2021년 1월 25일 | 84   | 44   | 16   | 24   | 52.4% |
| 에버턴      | 2022년 1월 31일 | 2023년 1월 23일 | 44   | 12   | 8    | 24   | 27.3% |
| 첼시        | 2023년 4월 6일  | 2023년 5월 28일 | 11   | 1    | 2    | 8    | 9.1%  |

## 같이 보기
- A매치 100경기 이상 출전한 축구 선수 명단